# Машал (район Рудаки)
Машал (тадж. Машъал; до 2008 года — Кулбулоки Поён) — село в районе Рудаки Республики Таджикистан. Входит в состав джамоата (сельской общины) Чоргултеппа.
Находится на расстоянии 3 км от районного центра (пгт. Сомониён).
Население — 545 чел. (2017).